# トヨタ自動車本社工場

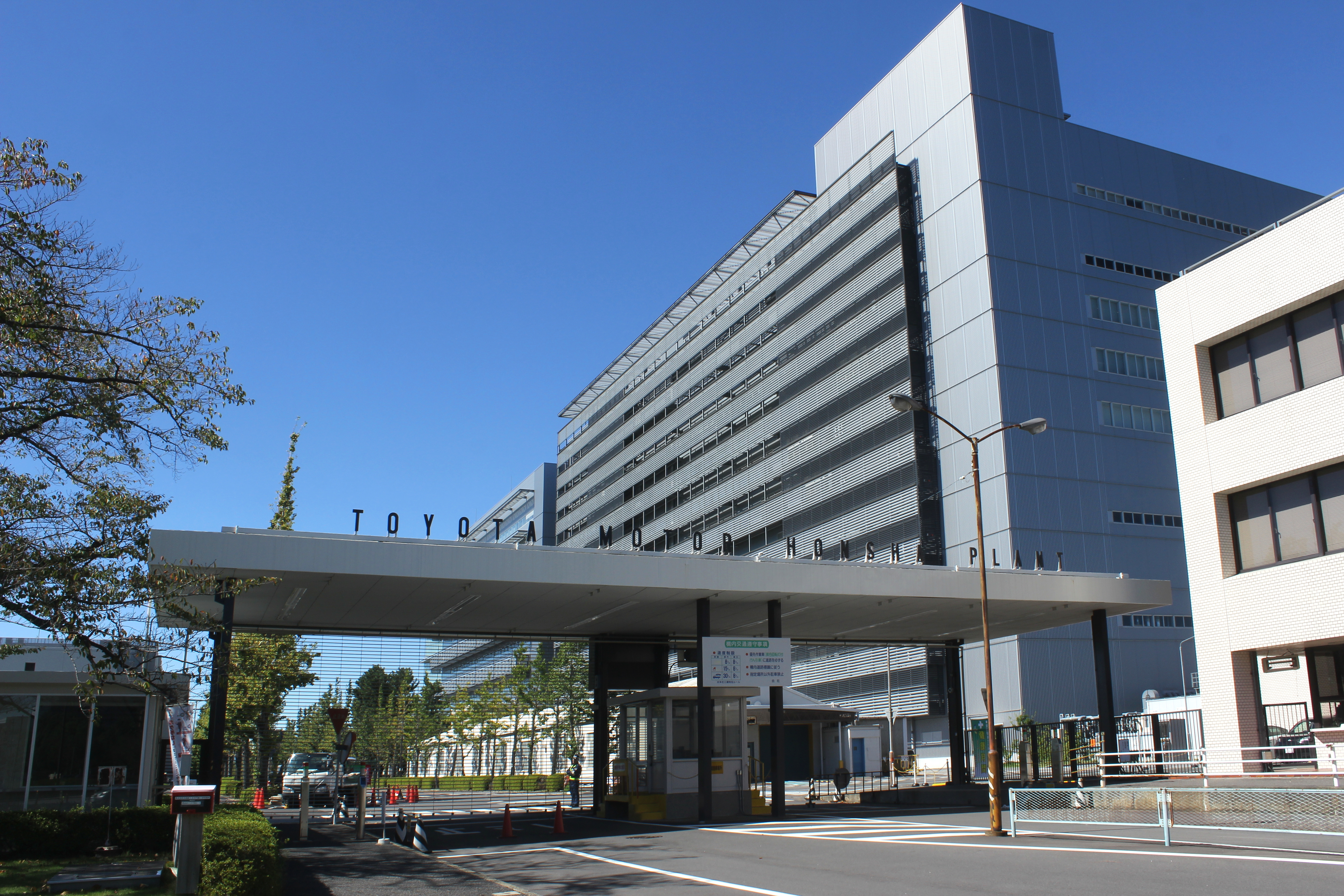
トヨタ自動車本社工場

トヨタ自動車本社工場（トヨタじどうしゃほんしゃこうじょう）は、愛知県豊田市トヨタ町1番地に所在するトヨタ自動車の工場である。

## 概要
1938年11月3日に旧挙母町（現・豊田市）において挙母工場として操業を開始し、トヨタ自動車の創業工場として知られる。
- 所在地: 〒471-8571 愛知県豊田市トヨタ町1番地[2]
- 操業開始: 1938年（昭和13年）11月3日[3]
- 敷地面積: 55万m²[3]
- 事業内容: 鍛造部品、ハイブリッド用部品、燃料電池（FC）部品、シャシー部品の製造[2]

## 歴史

### 創業期
1933年、豊田喜一郎は豊田自動織機製作所に自動車部を設立。中村寿一挙母町長に斡旋を依頼し、町議会に工場誘致委員会が発足すると交渉を進め、1935年、原野だった論地ヶ原（ろんちがはら、別名・末野ヶ原、旧・挙母町大字下市場字前山、現・トヨタ町）を工業用地として買収した。
用地選定理由は、広大な土地が低廉で、三河鉄道による資材輸送が可能かつ、矢作川の伏流水と水力発電を利用可能で、また、土橋の衣ヶ原飛行場（八事の起業家熊崎惣二郎（朗）が山林を整備して1936年に完成した民間飛行場）が航空機事業に適していたことが挙げられる。
喜一郎から工場建設の命を受けた菅隆俊が設計責任者となり、齋藤尚一、豊田英二と原案を検討して、1937年に工場全体の計画図を作成。1938年に月産2,000台規模の一貫生産工場として完成し、竣工日がトヨタ自動車の創立記念日となった。1939年よりトヨタ・GB型トラックの生産を開始。

### 戦後から現代
- 1951年: ランドクルーザー生産開始[3]。
- 1960年: 元町工場の完成及び挙母市が豊田市に改称したことに対応し、挙母工場から本社工場に改称[3][12]。
- 1997年: 世界初の量産ハイブリッド部品（プリウス用トランスアクスル）を生産開始[3]。
- 2020年代: 燃料電池車（FCV）部品の生産拠点として機能[2]。

## 生産品目

### 現行
- 鍛造部品（クランクシャフト等）[13]
- ハイブリッド用トランスアクスル[13]
- 燃料電池部品[13]
- シャシー部品[13]

### 過去の主要車種
- クラウン（1955-1983年）[3]
- ランドクルーザー（1951-2004年）[3]
- ダイナトラック（1956-2004年）[3]

## 技術的特徴
- ジャスト・イン・タイム: 創業時から「倉庫不要」を理念に、かんばん方式の原型を実践[14]。
- 鍛造技術: 4500トン自動鍛造ラインでクランクシャフトを生産[3]。